# Persea fragrans
Persea fragrans là loài thực vật có hoa trong họ Nguyệt quế. Loài này được (Kaneh. ex S.C. Lee) Kosterm. miêu tả khoa học đầu tiên năm 1990.